# La Rinconada (Perú)
La Rinconada es una ciudad ubicada en el distrito de Ananea, en los Andes peruanos, cerca de una mina de oro. Es considerada la ciudad más alta del mundo con una altitud de 5100 metros sobre el nivel del mar. Según el censo peruano de 2017, tenía una población de 6.969personas dedicadas principalmente a la extracción de oro.
La Rinconada empezó como asiento minero alrededor de la década de 1990.

## Ubicación
La Rinconada es un centro poblado, asentamiento humano, dentro de la jurisdicción del Distrito de Ananea, en la provincia de San Antonio de Putina, Departamento de Puno, Perú. La Rinconada está ubicada en la región natural Janca es decir, por encima de los 4800  m s. n. m., según la clasificación de Pulgar Vidal, siendo así el poblado permanente más alto del mundo. Según la edición de mayo de 2003 de la revista National Geographic, La Rinconada está ubicada a 5100 m s. n. m. Fuentes más recientes indican que algunas partes de este asentamiento humano llega casi a los 5300 m s. n. m.
Su área urbana abarca gran parte del flanco occidental de una estribación del nevado Ananea Grande. Sus coordenadas son 14°37′54″S 69°26′47″O / -14.63167, -69.44639. 
En su zona circundante se pueden hallar los siguientes poblados:
| Noroeste: Sina      | Norte: Sandia     | Noreste: Cuyocuyo |
| Oeste: Lunar de Oro |                   | Este: Pelechuco   |
| Suroeste Ananea     | Sur: Pampa Blanca | Sureste: Suches   |

El relieve de la ciudad es muy escarpado, con pendientes muy abruptas y zonas de muy difícil acceso. Asimismo, las minas se hallan regadas en todo el flanco sur del nevado Ananea grande. El tránsito en estas zonas es muy peligroso.

## Clima
Situada en la alta montaña de los Andes, La Rinconada tiene un clima inusual y extremo, dada su condición de ciudad más alta del mundo por sus 5100 metros de altitud. Presenta un clima de tundra o frígido, de tipo alpino y muy próximo a considerarse clima gélido. La ciudad cuenta con una temperatura media anual de 1,3 °C y una precipitación media anual de 707 mm. A lo largo del año predominan las temperaturas frías, con noches gélidas y los días con pocos grados por encima de la congelación. Los veranos son húmedos con nevadas frecuentes, y los inviernos, secos y helados. La extrema altitud hace que el poblador tenga solo la mitad del oxígeno del que se dispone a nivel del mar, lo que hace muy difícil la aclimatación, necesitándose unos 30 días para habituarse, siendo endémico el mal de altura crónico denominado enfermedad de Monge; lo que, sumado a la insalubridad y contaminación minera, afectan gravemente la calidad y expectativa de vida de los rinconeros.
| Parámetros climáticos promedio de La Rinconada | Parámetros climáticos promedio de La Rinconada | Parámetros climáticos promedio de La Rinconada | Parámetros climáticos promedio de La Rinconada | Parámetros climáticos promedio de La Rinconada | Parámetros climáticos promedio de La Rinconada | Parámetros climáticos promedio de La Rinconada | Parámetros climáticos promedio de La Rinconada | Parámetros climáticos promedio de La Rinconada | Parámetros climáticos promedio de La Rinconada | Parámetros climáticos promedio de La Rinconada | Parámetros climáticos promedio de La Rinconada | Parámetros climáticos promedio de La Rinconada | Parámetros climáticos promedio de La Rinconada |
| Mes                                            | Ene.                                           | Feb.                                           | Mar.                                           | Abr.                                           | May.                                           | Jun.                                           | Jul.                                           | Ago.                                           | Sep.                                           | Oct.                                           | Nov.                                           | Dic.                                           | Anual                                          |
| ---------------------------------------------- | ---------------------------------------------- | ---------------------------------------------- | ---------------------------------------------- | ---------------------------------------------- | ---------------------------------------------- | ---------------------------------------------- | ---------------------------------------------- | ---------------------------------------------- | ---------------------------------------------- | ---------------------------------------------- | ---------------------------------------------- | ---------------------------------------------- | ---------------------------------------------- |
| Temp. máx. media (°C)                          | 8.3                                            | 7.7                                            | 8.0                                            | 8.6                                            | 8.5                                            | 8.2                                            | 8.2                                            | 9.6                                            | 9.6                                            | 11.0                                           | 10.3                                           | 8.7                                            | 8.9                                            |
| Temp. media (°C)                               | 2.6                                            | 2.5                                            | 2.4                                            | 1.7                                            | 0.5                                            | -1.7                                           | -1.5                                           | -0.4                                           | 1.3                                            | 2.5                                            | 2.4                                            | 2.7                                            | 1.3                                            |
| Temp. mín. media (°C)                          | -3.1                                           | -2.6                                           | -3.2                                           | -5.1                                           | -7.5                                           | -11.6                                          | -11.2                                          | -10.3                                          | -7.0                                           | -5.9                                           | -5.5                                           | -3.3                                           | -6.4                                           |
| Precipitación total (mm)                       | 135                                            | 113                                            | 106                                            | 50                                             | 19                                             | 7                                              | 6                                              | 15                                             | 34                                             | 51                                             | 67                                             | 104                                            | 707                                            |
| Fuente: Climate-data.org                       |                                                |                                                |                                                |                                                |                                                |                                                |                                                |                                                |                                                |                                                |                                                |                                                |                                                |

## Población
Según un reportaje de National Geographic, el incremento del precio del oro en un 235% entre 2001 y 2009 provocó un fuerte crecimiento en la población local, que alcanzaba los 30.000 habitantes en el año 2009, sin embargo, estos números fueron sobrestimados.
En el censo peruano de 1993 solamente registró 965 habitantes, en el censo peruano de 2007 la población del Distrito de Ananea, era de 20.572 personas (16.907 clasificadas como urbanas), registrando un aumento contundente de población producto de la actividad minera. Para el censo peruano de 2017, a raíz de la reducción del precio de oro internacional, la población se redujo a 12.615 personas (11.307 clasificadas como urbanas). 
La población del Distrito de Ananea en 1981 era de 2.707 personas, cuando la actividad minera era escasa o inexistente.Los centros poblados de sus inmediaciones son: Lunar de oro, Ananea y Rittykucho.

## Atractivos turísticos
La Rinconada ofrece un gran número de atractivos turísticos, en los que cabe resaltar a:  
- Nevado de Ananea: Debido a la cercanía del pueblo con el nevado, es ideal para prácticas de alta montaña, como el andinismo, excursionismo y el esquí.[7]
- Minas de oro: El recorrido por los socavones se realiza flanqueando la ladera del nevado, y es además apta para el trekking de alta montaña.
- Laguna Rinconada: Ubicada en el sector sur de la ciudad, es una laguna de gran biodiversidad, amenazada por el reciente crecimiento de las minas y la contaminación aurífera.
- Laguna Lunar: Ubicada en las inmediaciones del pueblo homónimo.

## Economía e infraestructura
La economía está basada principalmente en la extracción de oro de la mina situada en las cercanías de la ciudad.
Muchos mineros trabajan en la mina que pertenece a la empresa Corporación Ananea. Bajo un sistema de trabajo conocido como cachorreo, ellos trabajan por treinta días sin recibir ningún sueldo. En el trigesimoprimer día, los mineros pueden llevar toda la mena que ellos puedan cargar sobre sus hombros. Si alguna mena contiene alguna cantidad de oro, es una cuestión de suerte.

## Problemas sociales y ambientales
La ciudad o asentamiento humano no posee saneamiento ambiental. Además de no tener sistemas de alcantarillado sanitario, existe la contaminación por mercurio debido a las actividades de extracción minera. También cuenta con inseguridad ciudadana.

## Vías de comunicación y transporte
Se accede al poblado desde la ciudad de Juliaca mediante una buena carretera, en su gran mayoría asfaltada.

## Telecomunicaciones

### Televisión
Canales de TV de señal abierta (VHF) disponibles en La Rinconada:

#### Nacionales
- América Televisión
- TV Perú

### Radiodifusoras importantes

#### Nacional
- RPP

#### Local
- Radio Onda Minera
- Radio Rinconada

### Telefonía e Internet
Servicios de telefonía fija, móvil e Internet distribuidos por las transnacionales:
- Movistar
- Bitel
- Claro
- Entel